# Star Fox
Star Fox (スターフォックス, Sutā Fokkusu) of ook onder de naam Starwing in Europa en Australië, was het eerste spel van de Star Fox-serie. Het werd in 1993 uitgebracht voor de SNES.
Het spel was het eerste dat gebruikmaakte van een speciale Super FX-chip. Die maakte 3D-games mogelijk voor de SNES.
Het 3D-personage van het spel was nog nieuw en zeldzaam in de game-industrie. Daardoor was er veel te doen rond Star Fox. Het spel werd ontwikkeld door Nintendo EAD en Argonaut Software en werd uitgegeven door Nintendo.

## Verhaal
Het verhaal begint met de verdwijning van James McCloud. Deze McCloud was de piloot van zijn eigen Arwing en de leider van het Star Fox Team. Tijdens een gevecht met de geleerde Andross verdween hij echter. De leden van het Star Fox Team verlieten het team tot alleen Peppy Hare overbleef. Peppy en Generaal Pepper konden toch een nieuw team samenstellen. De nieuwe leden waren Fox McCloud, de nieuwe leider en ook de zoon van James, Falco Lombardi en Slippy Toad. Daarop namen Fox, Falco, Slippy en Peppy terug de strijd aan tegen Andross.